# Still Dreaming (album của TXT)
| Đánh giá chuyên môn | Đánh giá chuyên môn |
| Nguồn đánh giá      | Nguồn đánh giá      |
| Nguồn               | Đánh giá            |
| ------------------- | ------------------- |
| AllMusic            | [ 4 ]               |

Still Dreaming (cách điệu trong tất cả các chữ hoa) là album phòng thu tiếng Nhật đầu tiên của nhóm nhạc nam Hàn Quốc TXT. Album được phát hành bởi Big Hit Entertainment, Universal Music Japan và Republic Records vào ngày 20 tháng 1 năm 2021, ba tháng sau mini album mở rộng thứ ba Minisode1: Blue Hour (2020). Mười bài hát là phiên bản tiếng Nhật của sáu bản hit của nhóm nhạc, cùng với hai bản nhạc cụ mới, một bài hát gốc tiếng Nhật hoàn toàn mới, "Force" và bản hit tiếng Nhật trước đó của nhóm nhạc tên là "Everlasting Shine". Được thu âm bằng tiếng Nhật và tiếng Anh, Still Dreaming là một album J-pop vay mượn nhiều yếu tố âm nhạc bao gồm disco, pop rock và synth-pop.
Album trở thành quán quân thứ ba liên tiếp của nhóm trên Oricon Albums—sau The Dream Chapter: Eternity và Minisode1: Blue Hour—với doanh số tuần đầu tiên hơn 87.000 bản. Đây là album đầu tiên của nhóm vượt qua 100.000 bản tại Nhật Bản và lần phát hành thứ ba của nó được chứng nhận bởi Hiệp hội Công nghiệp Ghi âm Nhật Bản (RIAJ), đạt được vị trí vàng cùng tháng đó.

## Bối cảnh
Vào tháng 3 năm 2019, nhóm nhạc nam Hàn Quốc Tomorrow X Together ra mắt với mini album "The Dream Chapter: Star" miêu tả những trải nghiệm mà các chàng trai đã gặp phải trong quá trình lớn lên. Các bản phát hành tiếp theo, "The Dream Chapter: Magic" tiếp tục câu chuyện của họ về sự trưởng thành từ tuổi vị thành niên. Vào tháng 1 năm 2020, TXT ra mắt tại Nhật Bản với đĩa đơn "Magic Hour" chứa phiên bản tiếng Nhật của các bài hát đã phát hành trước đó. Sau đó, họ phát hành đĩa đơn tiếng Nhật thứ hai "Drama" vào tháng 8 dẫn đến việc phát hành album phòng thu tiếng Nhật được công bố vào ngày 23 tháng 11 năm 2020, với ngày phát hành là 20 tháng 1 năm 2021. Album chứa các bài hát từ tất cả các bản phát hành trước đó của họ.
Vào tháng 11 năm 2020, đã được tiết lộ rằng đĩa đơn "Force" sẽ được viết bởi Motoki Omori từ Mrs. Green Apple, một ban nhạc rock Nhật Bản gồm 5 thành viên đến từ Tokyo. Đĩa đơn được giới thiệu làm bài hát chủ đề cho mùa thứ hai của loạt phim hoạt hình TV Asahi "World Trigger".

## Phát hành và quảng bá

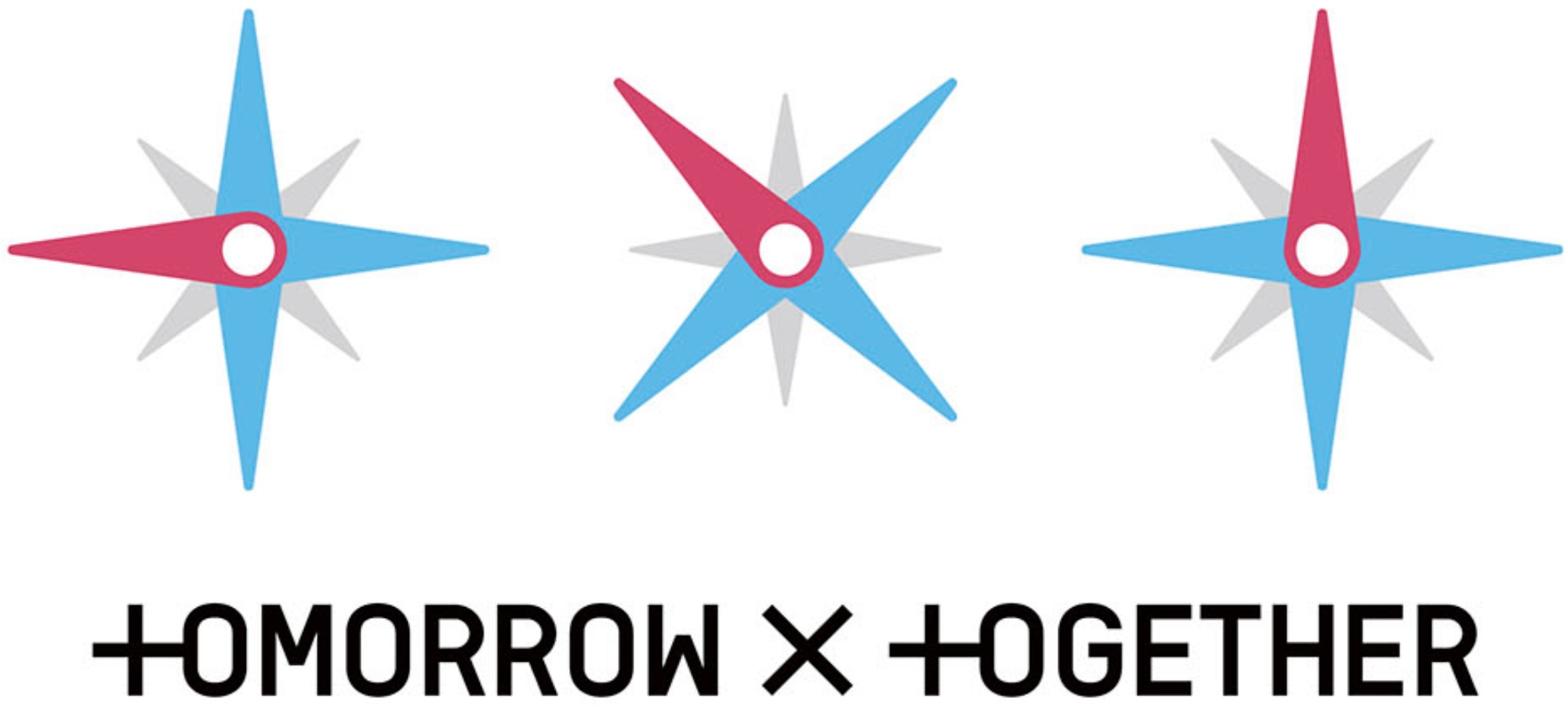
Logo đã sửa đổi của nhóm nhạc được sử dụng cho các hoạt động quảng cáo

### Phân phối
Album đã được phát hành trước bằng kỹ thuật số vào ngày 19 tháng 1, sau đó là bản phát hành vật lý một ngày sau đó. Các lãnh thổ hạn chế bên ngoài Nhật Bản đã nhận được các phiên bản thực. Các đơn đặt hàng trước vật lý cho album đã bắt đầu vào ngày 23 tháng 11, sau khi các phiên bản Giới hạn và Thông thường khác nhau của album được công bố. Sáu phiên bản của album đã có sẵn: hai Phiên bản Giới hạn A và B, một Phiên bản Thông thường chỉ dành cho CD và ba phiên bản giới hạn của Phiên bản thông thường. Phiên bản Giới hạn A bao gồm CD và giấy lời bài hát trong hộp Keep được bọc trong hộp đựng sang trọng phiên bản giới hạn với hai tập sách 24 trang chứa đầy ảnh ban ngày và ảnh chụp thời gian hoàng hôn tương ứng. Phiên bản giới hạn B bao gồm hộp đựng Jewel chứa đĩa CD và DVD có video âm nhạc cho "Blue Hour (Japanese Ver.)", một video và cảnh quay từ buổi chụp ảnh bìa, một tập sách lời bài hát cũng như một tập sách 12 trang chứa đầy ảnh ban ngày và thời gian hoàng hôn được đựng trong hộp trượt phiên bản giới hạn. Ngược lại, Phiên bản Thông thường chỉ dành cho CD đi kèm với một tập sách có lời và một trong năm "Phiên bản tiêu chuẩn" ngẫu nhiên trong.photocard được bao gồm như một phần thưởng chỉ cho lần nhấn đầu tiên. Weverse Shop Japan, The Universal Music Store và Loppi • HMV Limited Editions của phiên bản này cũng bao gồm một tập sách lời bài hát với hai tập trước có áp phích kích thước B3 và sau đó có một thẻ bưu điện làm phần thưởng tương ứng. Tất cả các album đều có chung danh sách bài hát. Sau thành công thương mại tại Nhật Bản, album sau đó được phát hành tại Hoa Kỳ vào ngày 12 tháng 2 năm 2021, thông qua Universal Music Enterprises (UME), một bộ phận danh mục của Universal Music Group.

### Tiếp thị
Yunika Vision đã trình chiếu một tính năng đặc biệt dài nửa tiếng của sáu video âm nhạc TXT phiên bản dài chưa cắt, bao gồm "Blue Hour [Japanese Ver.]" Trên màn hình của nó trước ga Seibu-Shinjuku từ ngày 21 tháng 1 đến ngày 27 tháng 1; tính năng này cũng có thể truy cập để xem trên thiết bị di động với âm thanh chất lượng cao thông qua ứng dụng "VISION α".

### Các buổi biểu diễn trực tiếp
TXT đã tổ chức buổi biểu diễn ra mắt phiên bản tiếng Nhật của "Blue Hour" trên CDTV Live! Live! của TBS Japan Kéo dài thêm 4 tiếng đặc biệt của Giáng sinh vào ngày 21 tháng 12 qua video quay trước. Họ làm khách mời trên Buzz Rhythm 02 của Nippon TV vào ngày 22 tháng 1 để trình diễn lần thứ hai cho "Blue Hour" phiên bản tiếng Nhật. Nhóm nhạc đã trình bày lại bài hát vào tuần sau trên chương trình Sukkiri của Nippon TV vào ngày 26 tháng 1.
Nhóm nhạc đã lần đầu tiên biểu diễn "Force" trên TV Asahi Music Station vào ngày 29 tháng 1. Họ đã biểu diễn lại bài hát trên TV Asahi Break Out vào ngày 3 tháng 2. Họ đã biểu diễn ca khúc "Force" trong Single-Take cho The First Take được công chiếu trên kênh YouTube vào ngày 10 tháng 2. Nhóm nhạc tiếp tục quảng bá album tại Ngày âm nhạc của TBS Nhật Bản bằng cách biểu diễn "Force" vào ngày 17 tháng 7 năm 2021.

## Hiệu suất thương mại
Album đã đứng đầu trên Oricon Weekly Album Chart trên bảng xếp hạng số ra ngày 1 tháng 2 năm 2021, trở thành album thứ ba liên tiếp tại Nhật Bản đạt vị trí quán quân trên bảng xếp hạng hàng tuần của Oricon. Still Dreaming cũng tiếp tục ở vị trí đầu tiên trên Oricon daily album chart trong sáu ngày liên tiếp sau khi phát hành, đánh dấu vị trí đầu tiên trên tổng cộng sáu lần trong tuần đầu tiên. Theo Oricon, album của TXT đã đạt doanh số ước tính 87.000 bản trong tuần đầu tiên phát hành. Trên bảng xếp hạng Billboard Japan Hot Albums, Still Dreaming lọt vào top dẫn đầu, bán được khoảng 100.000 bản.
Vào ngày 12 tháng 2, Hiệp hội Công nghiệp Ghi âm Nhật Bản (RIAJ) thông báo rằng Still Dreaming đã bán được hơn 100.000 bản và cuối cùng đã nhận được chứng nhận vàng. Album đã đạt tiêu chuẩn trong vòng một tháng kể từ khi phát hành vào ngày 20 tháng 1 năm 2021.
Tại Hoa Kỳ, TXT đã đánh dấu lần thứ 3 của họ trên bảng xếp hạng Billboard 200 khi Still Dreaming ra mắt ở vị trí 173, trở thành nghệ sĩ đầu tiên kể từ khi BTS lọt vào bảng xếp hạng Billboard 200 với một album tiếng Nhật..

## Danh sách
| Danh sách các bài hát của Still Dreaming | Danh sách các bài hát của Still Dreaming                                                                                    | Danh sách các bài hát của Still Dreaming                                                                                   | Danh sách các bài hát của Still Dreaming | Danh sách các bài hát của Still Dreaming |
| STT                                      | Nhan đề | Sáng tác | Producer(s)                              | Thời lượng                               |
| ---------------------------------------- | --- | --- | ---------------------------------------- | ---------------------------------------- |
| 1.                                       | "Intro: Dreaming" | Revin Slow Rabbit | Revin                                    | 1:14                                     |
| 2.                                       | "Force" (from World Trigger, 2021)                                                                                          | Motoki Ohmori | Ohmori                                   | 4:01                                     |
| 3.                                       | "Blue Hour (5時53分の空で見つけた君と僕 5-Ji 53-bu no sora de mitsuketa kimitoboku)" (Japanese Version)                     | Slow Rabbit Kyler Niko Lil 27 Club "Hitman" Bang                                                                           | Slow Rabbit                              | 3:30                                     |
| 4.                                       | "9 and Three Quarters (Run Away) (9と4分の3番線で君を待つ 9 To 4-bun'no 3-bansen de kimi o matsu)" (Japanese Version)       | Slow Rabbit Supreme Boi Melanie Joy Fontana Michel "Lindgren" Schulz Andreas Carlsson Hitman Pauline Skótt Peter St. James | Slow Rabbit                              | 3:30                                     |
| 5.                                       | "Crown (ある日、頭からツノが生えた Aru Ni~Tsu, atama kara tsuno ga haeta)" (Japanese Version)                               | Slow Rabbit Fontana Lindgren Supreme Boi Hitman Mayu Wakisaka                                                              | Slow Rabbit                              | 3:51                                     |
| 6.                                       | "Angel Or Devil" (Japanese Version)                                                                                         | Pdogg Supreme Boi Slow Rabbit Fontana Lindgren Hitman Peter Ibsen Naitumela Masuki                                         | Pdogg Slow Rabbit                        | 3:54                                     |
| 7.                                       | "Drama" (Japanese Version)                                                                                                  | Supreme Boi Jake Torrey Noah Conrad Roland "Rollo" Spreckley El Capitxn                                                    | Conrad El Capitxn [c]                    | 3:31                                     |
| 8.                                       | "Everlasting Shine (永遠に光れ Eien ni hikare)" (from Black Clover, 2020)                                                   | Yohei Uta | Uta                                      | 3:13                                     |
| 9.                                       | "Can't You See Me? (世界が燃えてしまった夜、僕たちは... Sekai ga moete shimatta yoru, bokutachi wa...')" (Japanese Version) | Slow Rabbit Hitman Supreme Boi Fontana Lindgren Eric Zayne Naz Tokio                                                       | Hitman Slow Rabbit                       | 3:22                                     |
| 10.                                      | "Outro: Still" | El Capitxn Summergal | El Capitxn                               | 1:13                                     |
| Tổng thời lượng:                         | Tổng thời lượng: | Tổng thời lượng: | Tổng thời lượng:                         | 31:19                                    |

| Still Dreaming – Limited Edition B (Tặng kèm DVD) | Still Dreaming – Limited Edition B (Tặng kèm DVD)                                                                                           | Still Dreaming – Limited Edition B (Tặng kèm DVD) | Still Dreaming – Limited Edition B (Tặng kèm DVD) |
| STT                                               | Nhan đề | Đạo diễn                                          | Thời lượng                                        |
| ------------------------------------------------- | --- | ------------------------------------------------- | ------------------------------------------------- |
| 1.                                                | "Blue Hour (5時53分の空で見つけた君と僕 5-Ji 53-bu no sora de mitsuketa kimitoboku)" (Japanese Version) (Video âm nhạc & tạo video âm nhạc) | Seong Wonmo (Digipedi)                            | 21:40                                             |
| 2.                                                | "Making of Jacket Photos" | Play Company                                      | 17:07                                             |
| Tổng thời lượng:                                  | Tổng thời lượng: | Tổng thời lượng:                                  | 38:47                                             |

Ghi chú
- ^[c]  biểu thị một nhà đồng sản xuất
- "Dreaming" trong "Intro: Dreaming", "Crown" và "Still" trong "Outro: Still" đều được viết hoa cách điệu

## Người tham gia
Bản quyền đến từ Tidal và các ghi chú lót của Still Dreaming.

### Nhạc sĩ
| - Tomorrow X Together – primary artist - Soobin – gang vocals (tracks 3, 4), backing vocals (tracks 5, 7, 9) - Yeonjun – narration (tracks 1, 10), backing vocals (tracks 3-7), gang vocals (track 3) - Beomgyu – gang vocals (tracks 3, 4) - Taehyun – backing vocals (tracks 3-7), gang vocals (track 4) - Hueningkai – backing vocals (tracks 3-5, 9), gang vocals (track 4) - Revin – songwriting (track 1), gang vocals (track 4) - Slow Rabbit – songwriting (tracks 1, 3-6, 9) - Motoki Ohmori – songwriting, backing vocals (track 2) - Kyler Niko – songwriting, backing vocals (track 3) - Lil 27 Club – songwriting (track 3) - "Hitman" Bang – songwriting (tracks 3-6) - Masaya Sakudo – Japanese lyrics (track 3) - Adora – gang vocals (track 3) - Kim Boram – gang vocals (track 3) - Kim Chorong – gang vocals (track 3) - Yoo Hankyul – gang vocals (track 3) - Jeong Woo Yeong – gang vocals (tracks 3-4) - Hiju Yang – gang vocals (track 3) - Kim Jeeyeon – gang vocals (track 3) - Hyun Ju Lim – gang vocals (track 3) - Ko Ryongwoo – gang vocals (track 3) | - Supreme Boi – songwriting (tracks 4-7, 9) - Melanie Joy Fontana – songwriting, backing vocals (tracks 4-6, 9) - Michel "Lindgren" Schulz – songwriting (tracks 4-6, 9) - Andreas Carlsson – songwriting (track 4) - Pauline Skótt – songwriting (track 4) - Peter St. James – songwriting (track 4) - Zopp – Japanese lyrics (tracks 4, 9) - Mayu Wakisaka – songwriting (track 5) - Shoko Fujibayashi – Japanese lyrics (tracks 5-7) - Pdogg – songwriting (track 6) - Peter Ibsen – songwriting (track 6) - Naitumela Masuki – songwriting (track 6) - Jake Torrey – songwriting, backing vocals (track 7) - Noah Conrad – songwriting (track 7) - Roland "Rollo" Spreckley – songwriting (track 7) - El Capitxn – songwriting (track 7, 10) - Yohei – lyrics, backing vocals (track 8) - Uta – composition (track 8) - Eric Zayne – songwriting (track 9) - Naz Tokio – songwriting (track 9) - Summergal – songwriting (track 10) |

### Thiết bị đo đạc
| - Revin – keyboard, synthesizer (track 1) - Slow Rabbit – synthesizer, keyboard (tracks 1, 3-6, 9) - Young – guitar (tracks 1, 4, 7, 9) - Motoki Ohmori – guitar (track 2) - Del Atkins – bass (track 3) - Serg Dimitrijevic – guitar (track 3) - Lee Taewook – guitar (track 5) | - Pdogg – keyboard, synthesizer (track 6) - Noah Conrad – keyboard, synthesizer (track 7) - El Capitxn – keyboard, synthesizer (tracks 7, 10) - Choi Hyung Jong – guitar (track 7) - Uta – keyboard, synthesizer, guitar (track 8) - Summergal – keyboard (track 10) |

### Sản xuất
| - "Hitman" Bang – production (track 9), executive production - Kazuhiro Imanari – executive production - Revin – production (track 1) - Motoki Ohmori – production, musical arrangement (track 2) - Uta – musical arrangement (tracks 2, 8) - Slow Rabbit – production (tracks 3-6, 9), vocal arrangement (tracks 3-9) - Adora – vocal arrangement (track 4) | - Supreme Boi – vocal arrangement (track 6) - Pdogg – production (track 6),vocal arrangement (track 7) - Noah Conrad – production (track 7) - El Capitxn – vocal arrangement (track 7), production (track 10) - Hiss Noise – vocal arrangement (track 7) - Uta – production (track 8) |

### Kỹ thuật
| - Kim Jeeyeon – engineering (tracks 1, 4, 7) - Slow Rabbit – engineering (tracks 1, 3-10), digital editing (tracks 3-6) - Jeong Woo Yeong – mixing (track 1), engineering (tracks 5-7, 9) - Chris Gehringer – mastering - Motoki Ohmori – programming, engineering (track 2) - Kim Chorong – engineering (tracks 2, 4), digital editing (track 9) - D.O.I – mixing (tracks 2, 8) - Revin – digital editing (track 3) - Erik Reichers – engineering (track 3) - Kyler Niko – engineering (track 3) - Josh Gudwin – mixing (track 3) - Elijah Merrit-Hitch – mixing assistance (track 3) - Heidi Wang – mixing assistance (track 3) - Michel "Lindgren" Schulz – engineering (tracks 4-6, 9) - John Hanes – mixing (track 4) | - Hiroshi Hayashi – digital editing (track 5) - Phil Tan – mixing (tracks 5, 9) - Supreme Boi – digital editing (track 6) - El Capitxn – digital editing (tracks 6, 7) - Park Eunjeong – engineering (track 6) - Jaycen Joshua – mixing (track 6) - Jacob Richards – mixing assistance (track 6) - Mike Seaberg – mixing assistance (track 6) - DJ Riggins – mixing assistance (track 6) - Pdogg – engineering (tracks 7, 8) - Noah Conrad – engineering (track 7) - Yang Ga – mixing (track 7) - Uta – engineering (track 8) - Park Jinse – mixing (track 10) |

### Artwork
| - Yumiko Kobayashi – visual creator - Nu Kim – visual creator - Lee Hyun-ju – visual creator - Jung Su – visual creator - Jung Rakta – visual creator | - Kim Seung-won – hair - Han Ah-reum – make up - Kim Kyu-nam – stylist - Michiyo Goda – photography |

## Bảng xếp hạng
| Bảng xếp hạng (2021–2022)             | Thứ hạng |
| ------------------------------------- | -------- |
| Album Nhật Bản (Oricon)               | 1        |
| Japanese Hot Albums (Billboard Japan) | 1        |
| Album Ba Lan (ZPAV)                   | 20       |
| Album Hoa Kỳ Billboard 200            | 173      |
| Album Hoa Kỳ World (Billboard)        | 4        |

| Bảng xếp hạng (2021)     | Thứ hạng |
| ------------------------ | -------- |
| Japanese Albums (Oricon) | 4        |

| Bảng xếp hạng (2021)     | Thứ hạng |
| ------------------------ | -------- |
| Japanese Albums (Oricon) | 36       |

## Chứng nhận và số liệu bán hàng
| Quốc gia        | Chứng nhận | Số đơn vị/doanh số chứng nhận |
| --------------- | ---------- | ----------------------------- |
| Nhật Bản (RIAJ) | Gold       | 108,188                       |

## Lịch sử phát hành
| Quốc gia      | Ngày                | Hãng                             | Định dạng                            | Catalog     | Ghi chú       |
| ------------- | ------------------- | -------------------------------- | ------------------------------------ | ----------- | ------------- |
| Các nước khác | 20 tháng 1 năm 2021 | Big Hit Universal Japan Republic | Digital download streaming           | —           | [ 48 ] [ 49 ] |
| Nhật Bản      | 20 tháng 1 năm 2021 | Universal Japan                  | CD                                   | TYCT-69189  | [ 50 ]        |
| Nhật Bản      | 20 tháng 1 năm 2021 | Universal Japan                  | CD + DVD                             | TYCT-69190  | [ 51 ]        |
| Nhật Bản      | 20 tháng 1 năm 2021 | Universal Japan                  | CD                                   | TYCT-69191  | [ 52 ]        |
| Nhật Bản      | 20 tháng 1 năm 2021 | Universal Japan                  | CD (Weverse shop Japan exclusive)    | PROV-1009   | [ 15 ]        |
| Nhật Bản      | 20 tháng 1 năm 2021 | Universal Japan                  | CD (Universal Music Store exclusive) | PDCV-1113   | [ 6 ]         |
| Nhật Bản      | 20 tháng 1 năm 2021 | Universal Japan                  | CD (Loppi・HMV exclusive)            | PROV-1010   | [ 53 ]        |
| Hoa Kỳ        | 12 tháng 2 năm 2021 | UME                              | CD                                   | TYCT-69189K | [ 54 ]        |
| Hoa Kỳ        | 12 tháng 2 năm 2021 | UME                              | CD + DVD                             | TYCT-69190K | [ 55 ]        |
| Hoa Kỳ        | 12 tháng 2 năm 2021 | UME                              | CD                                   | TYCT-69191K | [ 56 ]        |